# 冷藏山脈
74°15′S 163°45′E / 74.250°S 163.750°E
冷藏山脈（英語：Deep Freeze Range）是南極洲的山脈，位於維多利亞地，處於普里斯特利冰川和坎貝爾冰川之間，長128公里、寬16公里，根據美國地質調查局測量和該國海軍的空中照片繪入地圖。